# Lisa Gottlieb
Lisa Gottlieb is een Amerikaanse film- en televisieregisseur en docent. Ze is vooral bekend van de film Just One of the Guys uit 1985. Ze regisseerde vervolgens de films Across the Moon (1994) met Christina Applegate en Elizabeth Peña en Cadillac Ranch (1996) met Christopher Lloyd en Suzy Amis.
Gottlieb is universitair hoofddocent aan het Ringling College of Art and Design. Ze gaf les in filmmaken en regisseren aan de University of Miami School of Communication, University of Southern California School of Cinema en Columbia College Chicago. Ze heeft een Master of Fine Arts-graad in creatief schrijven van de Antioch University.